# Thalassotrechus barbarae
Thalassotrechus barbarae är en skalbaggsart. Thalassotrechus barbarae ingår i släktet Thalassotrechus och familjen jordlöpare. Inga underarter finns listade i Catalogue of Life.